# غوغيرنيلغرات
غوغيرنيلغرات (بالإنجليزية: Guggernellgrat)‏ هو أحد جبال سلسلة جبال الألب بليسور وجزء من القمة الأم أرسوير روثورن يقع في كانتون غراوبوندن, سويسرا. يبلغ ارتفاع الجبل حوالي 2810 متر، بينما يبلغ ارتفاع نتوء الجبل 237 متر.